# Rádio Pop Cariri
A Rádio Pop Cariri FM é uma emissora de rádio da cidade de Campina Grande, na Paraíba. Fundada em 13 de maio de 1948, é a emissora mais antiga da cidade. Um ano depois, era fundada a Rádio Borborema, por Assis Chateubriand, dono dos Diários Associados. Opera atualmente na frequência 101,1 MHz desde 1 de dezembro de 2017.

## História
Em 23 de Outubro de 1946 foi concedida a autorização federal 
para o funcionamento da Rádio Cariri, a emissora tornou-se a primeira emissora de rádio de Campina Grande e a segunda emissora de rádio da Paraíba, sendo a Tabajara AM de João Pessoa, inaugurada em 1937.
A Rádio Cariri iniciou suas operações em 13 de Maio de 1948 em sua sede no bairro do Bodocongó, reunindo nomes como José Jataí, Gil Gonçalves e Hilton Motta; porém, funcionou por pouco tempo por causa de falta de recursos, o que fez a emissora paralisar suas transmissões por um tempo, sendo mais tarde vendida para o senador 
Epitácio Pessoa Cavalcanti de Albuquerque e transferida para o 
edifício Pernambuco, na rua João Pessoa; porém, mais uma vez 
ficou fora do ar, desta vez por um longo tempo após o falecimento 
de seu dono em Agosto de 1951, então a emissora foi vendida em 
1959 ao empresário e político Severino Cabral, que não colocou a 
emissora para funcionar e no ano seguinte revendeu a rádio para 
os Diários Associados Após o tumultuado período da década de 1950, no qual passou a maior parte do tempo com seu sinal desligado e teve diversos donos e sedes, a Rádio Cariri finalmente conseguiu um período de tranquilidade a partir da década de 1960, após ser adquirida pelo grupo Diários Associados. Mudou apenas o local de sua sede no período em que fez parte deste grupo, transferindo-se do edifício São Luiz, na rua Cardoso Vieira (onde também estava instalada a Rádio Borborema), para o edifício Rique (passando a ter uma redação conjunta com a Borborema AM).
Em 07 de Maio de 1982 a Rádio Cariri foi renomeada como Rádio Sociedade, mantendo este nome e uma programação popular semelhante à da Rádio Borborema, Com o novo nome houve uma mudança do perfil da emissora, tornando-a próxima do modelo da Borborema AM, afastando-se da sua antiga programação essencialmente musical, que ficaria a partir de então restrita as emissoras em FM de Campina Grande.
Este movimento da Cariri AM seguia o que outras emissoras em AM do 
Brasil fizeram na década de 1980, as quais, cientes do crescimento 
do número de emissoras em FM e da audiência dessas emissoras, 
passaram a focar sua programação para conteúdos baseados na fala, Um dos principais conteúdos produzidos pela Rádio Sociedade na década de 1980 era a cobertura esportiva, que tinha como um dos nomes revelados pela própria emissora o locutor esportivo Zé Carlos Silva, que atuava com outros nomes da cobertura esportiva, como Massilon Gonzaga, Edmilson Antônio e Humberto 
Hugo. Por outro lado, a emissora arrendava muitos horários de 
programação, o que acabava descaracterizando sua identidade. 
No primeiro semestre de 1996 a Cariri AM mudou radicalmente sua segmentação, passando a exibir uma programação adulta essencialmente musical, baseada em light hits. Tornou-se, desta forma, a primeira rádio adulta de Campina Grande e a 
primeira rádio AM adulta do estado da Paraíba. 
Porém, esta programação essencialmente musical baseada em light hits não duraria muito tempo, após cerca de um ano passaram a ser 
irradiados conteúdos jornalísticos e alguns horários passaram a retransmitir a programação da Rede SomZoom Sat (que acabara de ser criada, com sede em Fortaleza), o que fez os gêneros popularescos, em especial o forró eletrônico da década de 1990, voltar à programação da emissora.
Em 1999 o grupo Diários Associados arrendou a Cariri AM 
para a Igreja Universal do Reino de Deus, a qual passou a transmitir programas religiosos em toda a sua grade de programação, com 
apenas uma exceção durante o início da década de 2000, o horário 
no qual era veiculado o programa A palavra do governador.
Em 2008 a emissora foi vendida pelos Diários Associados e passou a ficar sob controle do grupo de comunicação da família de 
Enivaldo Ribeiro, que já possuía na época o controle das emissoras 
Paraíba FM em Areia e Itabaiana FM, em Itabaiana, Seu diretor executivo passou a ser o advogado e radialista Gustavo Ribeiro, o qual passou a apresentar o programa Mesa de bar, no qual apresenta um bate papo descontraído com convidados, com pauta livre, 
contando com a presença, durante o período entre a segunda me-
tade da década de 2000 e a primeira metade da década de 2010, de 
Clélio Soares e Joacil Oliveira.
A emissora, em um primeiro momento, passou a ser chamada Nova Cariri AM, mas depois passou a se chamar simplesmente Cariri AM. A sede da emissora foi transferida do edifício Rique, onde se localizavam outras sedes de veículos dos Diários Associados, para a rua Quinze de Novembro, para um imóvel que entre 1978 e 1995 foi utilizado como sede da Campina FM.
A programação feita pelos novos donos foi iniciada em 23 de Setembro de 2008, com o slogan a primeira em Campina Grande, apresentando uma programação que mesclava música e informação, com um viés popular teve como destaque o Jornal da Cariri, irradiado das 07:00 às 09:00, com a presença de Romildo Nascimento, Josusmar Barbosa, Joacir Oliveira e Aguinaldo Miguel. Outros pro-
gramas de sua grade eram Paraíba Notícias, Balanço da cidade, Ronda policial, Cariri é um show, Encontro com a saudade, Asas do tempo, Em nome do povo e Cariri em destaque (com Eliomar Gouveia e Márcio Furtado). 
Em meados de 2008 a Igreja Universal do Reino de Deus ainda manteve alguns horários na emissora, veiculados das 10:00 às 12:00, das 17:00 às 19:00 e das 22:00 às 00:00.
A programação da Cariri AM durante o final da década de 2000 e primeira metade da década de 2010 tinha segmentação de conteúdo popular. Destacavam-se neste contexto programas como Forró-leruá (apresentado por Biliu de Campina), Som Nordeste, Programa Vicente Gouveia brega show e Roberto Alexandre, o rei dos cornos.
Rádio Cariri foi a pioneira nesta migração na região de Campina Grande, o que ocorreu em 2017. Imediatamente após a migração do AM para o FM a Cariri passou a ser arrendada pelo político e empresário José Artur Melo de Almeida, mais conhecido como Artur Bolinha.
Sob a administração do empresário Artur Bolinha a rádio Cariri passaria a ser conhecida como 101.1 FM e que esta ação decorreu da estratégia para massificar a nova sintonia. Houve uma mudança na li-nha de programação, deixando-a mais adulta, apresentando uma programação musical que apresentava muitos sucessos da MPB, aproximando-se do que a emissora veiculou na segunda metade da década de 1990. 
Além da mudança de modulação e de programação, houve mudança na distribuição de conteúdo, tornando-se mais multiplataforma, com a criação de um website na forma de portal e uso das redes sociais para a transmissão de lives, que repassavam o que era feito ao vivo nos estúdios da emissora.
No processo de arrendamento da 101 FM o que houve foi a aquisição de horários, o que não incluiu o horário das 09:00 às 12:00 de segunda a sexta-feira, que foi ocupado pela produção independente Cidade viva apresentada por Abílio José, que apresenta entretenimento, esporte e entrevista.
Em dezembro de 2018, a emissora foi arrendada pelo empresário Neilton Neves Santos proprietário da rede de farmácia Redepharma.
A emissora, de propriedade da família Ribeiro, desde do ano de 2017, arrendou parte da emissora ao empresário e presidente da CDL-CG, Arthur Bolinha. O contrato de Bolinha como sócio da emissora se encerrou no fim de Novembro de 2018, e especulou-se em arrendar à Igreja Universal do Reino de Deus.
O acordo com a igreja não foi aceito pelos Ribeiros, que acabou arrendando para o empresário Neilton Neves Santos.
Em abril de 2022, o empresário Neilton Neves Santos, saiu da gestão da Rádio Cariri.

### Nova fase
Vencidas várias fases de caráter técnico e burocrático, enfim, a Rádio Cariri, emissora pioneira na cidade de Campina Grande, inaugurou uma nova etapa da sua trajetória na radiofonia campinense ao concluir o processo de migração para a faixa de Frequência Modulada (FM). Agora, a emissora passa a integrar o seleto rol de rádios que transmitem em FM e evidencia o avanço na qualidade de transmissão do seu sinal, com excelência de som e possibilidade de ser sintonizada no prefixo 101,1 também através de dispositivos móveis. A mudança para Frequência Modulada proporciona uma inegável equidade, inclusive do ponto de vista comercial, com emissoras já consolidadas nessa faixa, fazendo com que a concorrência natural seja agora isonômica. O cast da emissora ganhou 3 novos integrantes: Abílio José (ex-Borborema e Caturité), Morib Macedo (ex-Correio FM) e Cleber Oliveira (apresentador da TV Borborema), que juntaram-se aos remanescentes da Cariri AM.
A Rádio 101,1 FM surge com uma programação eclética, imparcial e inovadora. Trazendo informação, entretenimento, esporte, utilidade pública, música, debate, humor e cultura. Todo conteúdo seguindo rigoroso controle no padrão de qualidade. A interatividade com o ouvinte através das mídias online é a marca registrada dessa nova etapa. As ferramentas virtuais são parceiras imprescindíveis no novo conceito de integração. Campina Grande tem prioridade sobre tudo e será sempre a protagonista na grade de programação da emissora, um verdadeiro presente de aniversário nos 153 anos de emancipação política da cidade.